# Ryuta Kawashima
Pour les articles homonymes, voir Kawashima.
Ryuta Kawashima (川島隆太, Kawashima Ryūta, né le 23 mai 1959 à Chiba, Japon) est un neuroscientifique japonais connu des amateurs de jeu vidéo pour avoir fait paraître dans la série de jeux vidéo pour Nintendo DS son Programme d'entraînement cérébral du Dr Kawashima.

## Biographie
Ryuta Kawashima est né au Japon en 1959 à Chiba, préfecture de Chiba. Dans les années 1970, il s'est inscrit à l'université du Tōhoku. Après avoir obtenu son diplôme à l'école de médecine, il est allé en Suède travailler en tant que chercheur invité à l'Institut Karolinska. Il est revenu ensuite à Tōhoku où il est à présent professeur titulaire. Bien connu au Japon, il est un ancien membre du Conseil national du Japon chargé de la langue et de la culture.

## Carrière
Son principal sujet de recherche consiste à cartographier le cerveau en aires cérébrales selon les fonctions cognitives. Il applique aussi ses recherches fondamentales à des aspects cliniques (améliorer les capacités d'apprentissage des enfants, ralentir les effets du vieillissement ou contrecarrer ceux d'une maladie neurologique).

## Publications
En 2003, il a publié Train Your Brain: 60 Days to a Better Brain, qui a connu un grand succès au Japon. Dans le monde entier il s'en est vendu plus de deux millions et demi d'exemplaires. Un stand-alone sur appareil portable en a été tiré, devenu en 2005 au Japon et en 2006 en France Brain Age: Train Your Brain in Minutes a Day! pour Nintendo DS. Une suite, "Brain Age 2" est sortie en 2007 en France et en 2006 au Japon.
En 2007, une version en anglais de Train Your Brain: 60 Days to a Better Brain a été publiée par Penguin Books.